# Ѓ
Gje (hay Dshe) (Ѓ ѓ, chữ nghiêng: Ѓ ѓ) là một chữ cái trong bảng chữ cái Kirin.
Ѓ được sử dụng trong tiếng Macedonia để biểu thị âm /ɟ/.
Ѓ thường được Latinh hóa bằng cách sử dụng chữ cái Latinh G với dấu sắc ⟨ǵ⟩. Khi Cộng hòa Xã hội chủ nghĩa Macedonia là một phần của Cộng hòa Liên bang Xã hội chủ nghĩa Nam Tư, ký tự tiếng Macedonia ѓ (ǵ) cũng được phiên âm là đ, ģ hoặc dj.
Các từ có chữ cái này thường cùng nguồn gốc với Жд жд (Zhd zhd) trong tiếng Bulgaria và Ђ ђ / Đ đ trong tiếng Serbia-Croatia. Ví dụ, từ "sinh" trong tiếng Macedonia là раѓање - raǵanje, trong tiếng Bulgaria là раждане - razhdane và trong tiếng Serbia là рађање - rađanje).

## Các chữ cái liên quan và các ký tự tương tự khác
- Ģ ģ: Chữ Latinh G với móc đuôi - một chữ cái trong tiếng Latvia
- Г г: Chữ Kirin Ge
- Ђ ђ: Chữ Kirin Dje
- Ќ ќ: Chữ Kirin Kje
- Ď ď: Chữ Latinh D với dấu mũ ngược

## Mã máy tính
| Kí tự               | Ѓ                           | Ѓ                           | ѓ                         | ѓ                         |
| ------------------- | --------------------------- | --------------------------- | ------------------------- | ------------------------- |
| Tên Unicode         | CYRILLIC CAPITAL LETTER GJE | CYRILLIC CAPITAL LETTER GJE | CYRILLIC SMALL LETTER GJE | CYRILLIC SMALL LETTER GJE |
| Mã hóa ký tự        | decimal                     | hex                         | decimal                   | hex                       |
| Unicode             | 1027                        | U+0403                      | 1107                      | U+0453                    |
| UTF-8               | 208 131                     | D0 83                       | 209 147                   | D1 93                     |
| Tham chiếu ký tự số | &#1027;                     | &#x403;                     | &#1107;                   | &#x453;                   |
| Code page 855       | 131                         | 83                          | 130                       | 82                        |
| Windows-1251        | 129                         | 81                          | 131                       | 83                        |
| ISO-8859-5          | 163                         | A3                          | 243                       | F3                        |
| Macintosh Cyrillic  | 174                         | AE                          | 175                       | AF                        |